# Praga-Południe
Praga Południe (v překladu Jižní Praga) je městský obvod ve Varšavě na pravém (východním) břehu řeky Visly. Je součástí většího regionu Praga, který zahrnuje starší předměstí východně od řeky.
Praga je jedna z nejstarších čtvrtí ve Varšavě, její území bylo k Varšavě připojeno koncem 18. století. V roce 1945 byla rozdělena na části Praga-Północ a Praga-Południe.
Má rozlohu 22,4 km² a v roce 2015 zde žilo 178 tisíc obyvatel – jde o druhý nejlidnatější obvod Varšavy.